# Bezirk Lavaux-Oron
Der Bezirk Lavaux-Oron (französisch District de Lavaux-Oron) ist seit dem 1. September 2006 eine Verwaltungseinheit im Kanton Waadt in der Schweiz. Hauptort ist Cully, das zur Gemeinde Bourg-en-Lavaux gehört.
Zum Bezirk gehören folgende 16 Gemeinden (Stand: 1. Januar 2022):
| Wappen                  | Name der Gemeinde       | Einwohner (31. Dezember 2023) | Fläche in km² | Einw. pro km² |
| ----------------------- | ----------------------- | ----------------------------- | ------------- | ------------- |
| Belmont-sur-Lausanne    | Belmont-sur-Lausanne    | 3'898                         | 2,65          | 1471          |
| Bourg-en-Lavaux         | Bourg-en-Lavaux         | 5'414                         | 9,64          | 562           |
| Chexbres                | Chexbres                | 2'229                         | 2,15          | 1037          |
| Forel (Lavaux)          | Forel (Lavaux)          | 2'066                         | 18,51         | 112           |
| Jorat-Mézières          | Jorat-Mézières          | 3'177                         | 11,09         | 286           |
| Lutry                   | Lutry                   | 10'794                        | 8,46          | 1276          |
| Maracon                 | Maracon                 | 567                           | 4,38          | 129           |
| Montpreveyres           | Montpreveyres           | 639                           | 4,12          | 155           |
| Oron                    | Oron                    | 6'173                         | 26,28         | 235           |
| Paudex                  | Paudex                  | 1'536                         | 0,48          | 3200          |
| Puidoux                 | Puidoux                 | 3'008                         | 22,86         | 132           |
| Pully                   | Pully                   | 19'287                        | 5,86          | 3291          |
| Rivaz                   | Rivaz                   | 326                           | 0,31          | 1052          |
| Saint-Saphorin (Lavaux) | Saint-Saphorin (Lavaux) | 388                           | 0,88          | 441           |
| Savigny                 | Savigny                 | 3'449                         | 16,01         | 215           |
| Servion                 | Servion                 | 2'174                         | 6,32          | 344           |
| Total (16)              | Total (16)              | 65'125                        | 140,00        | 465           |

## Veränderungen im Gemeindebestand seit 2006

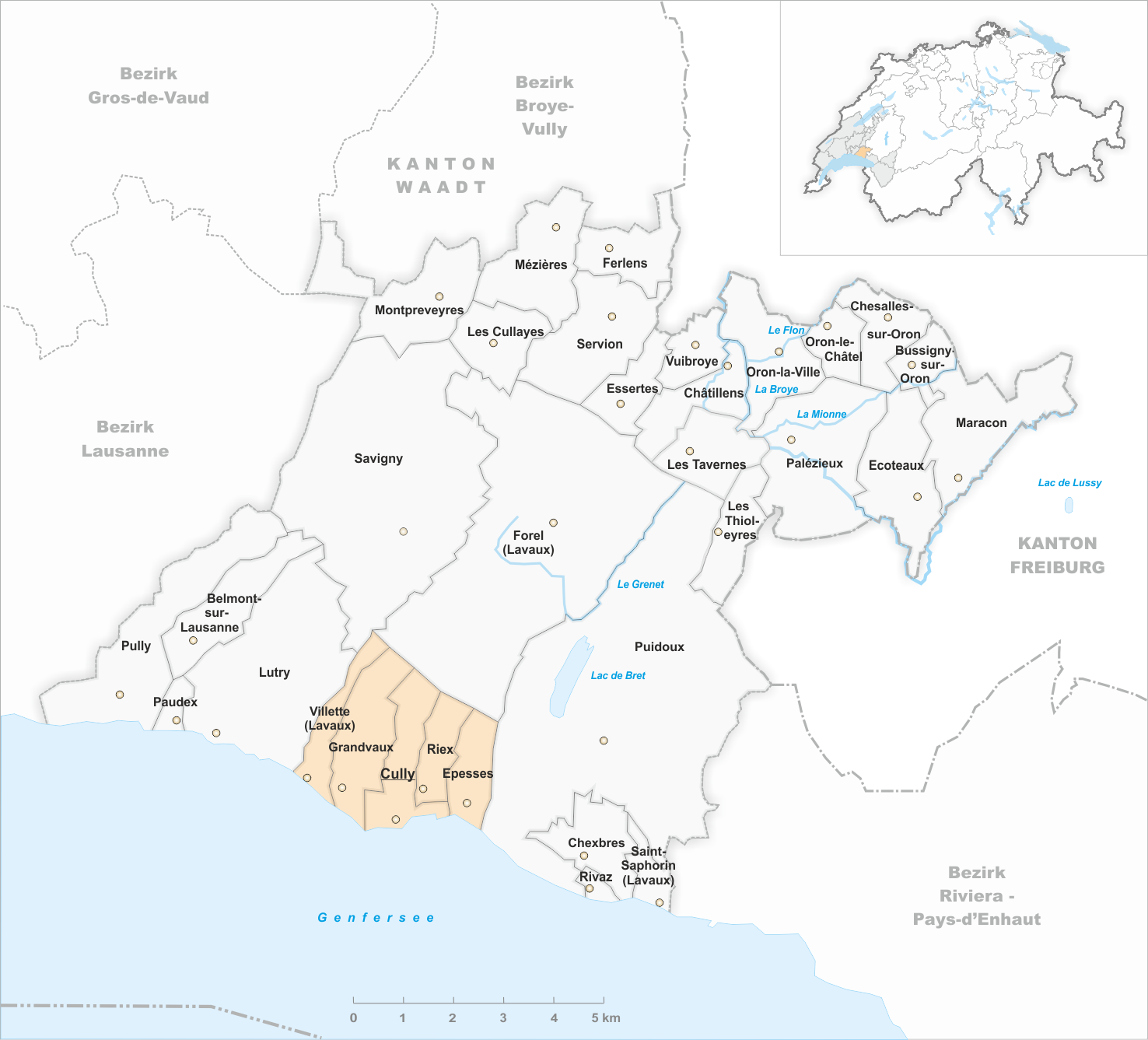
Gemeinden bis Juni 2011
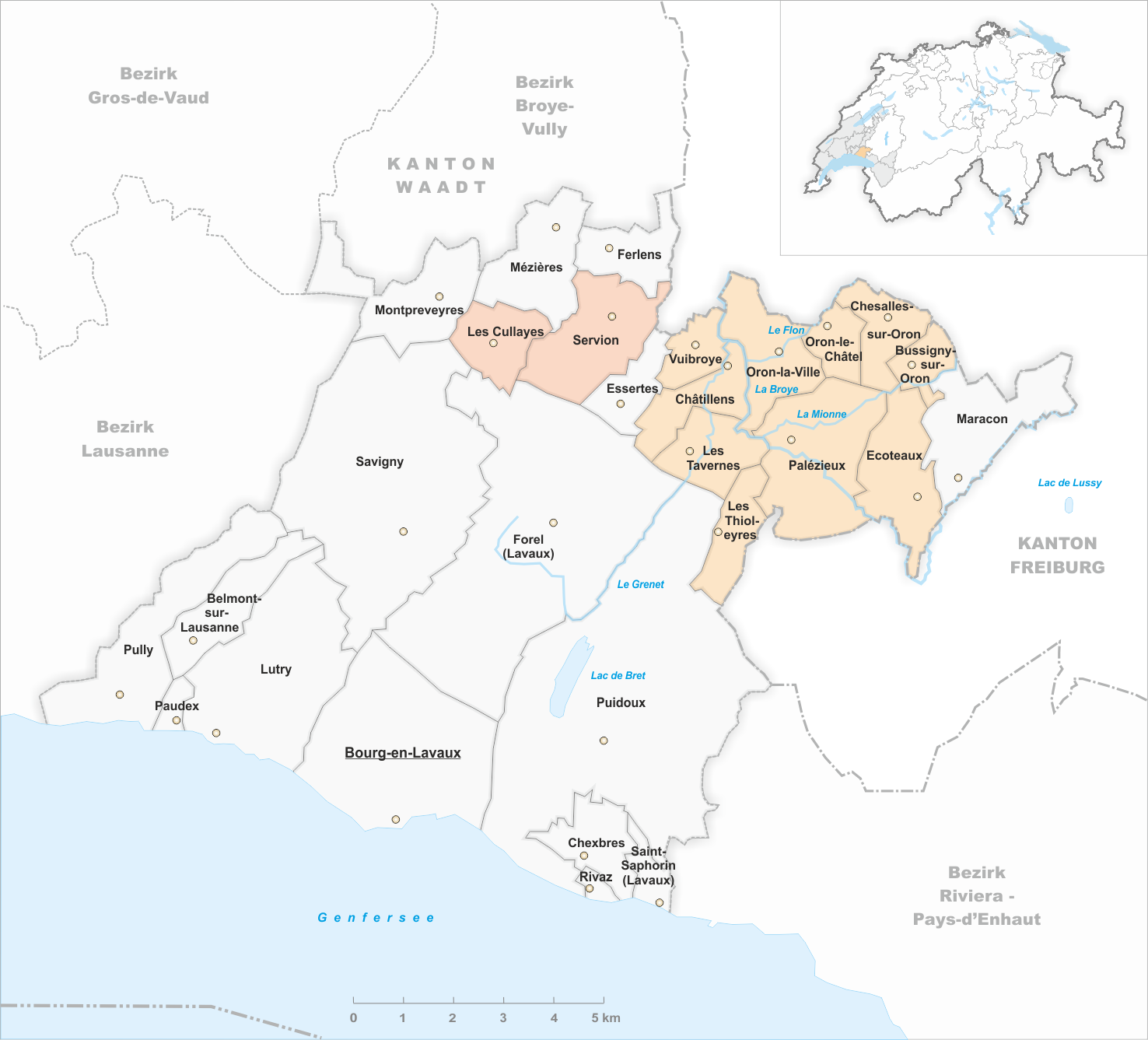
Gemeinden bis Dezember 2011
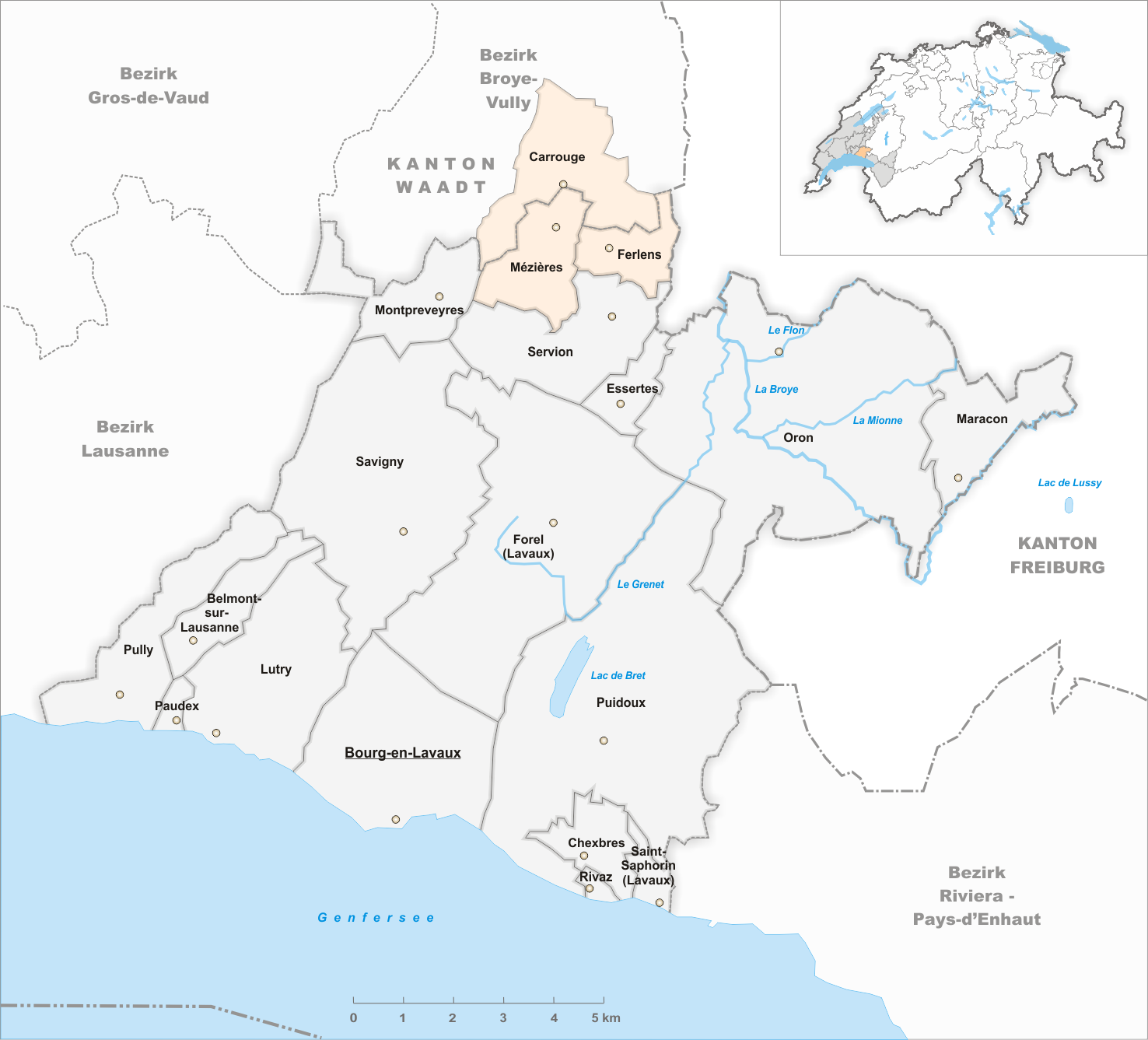
Gemeinden bis Juni 2016
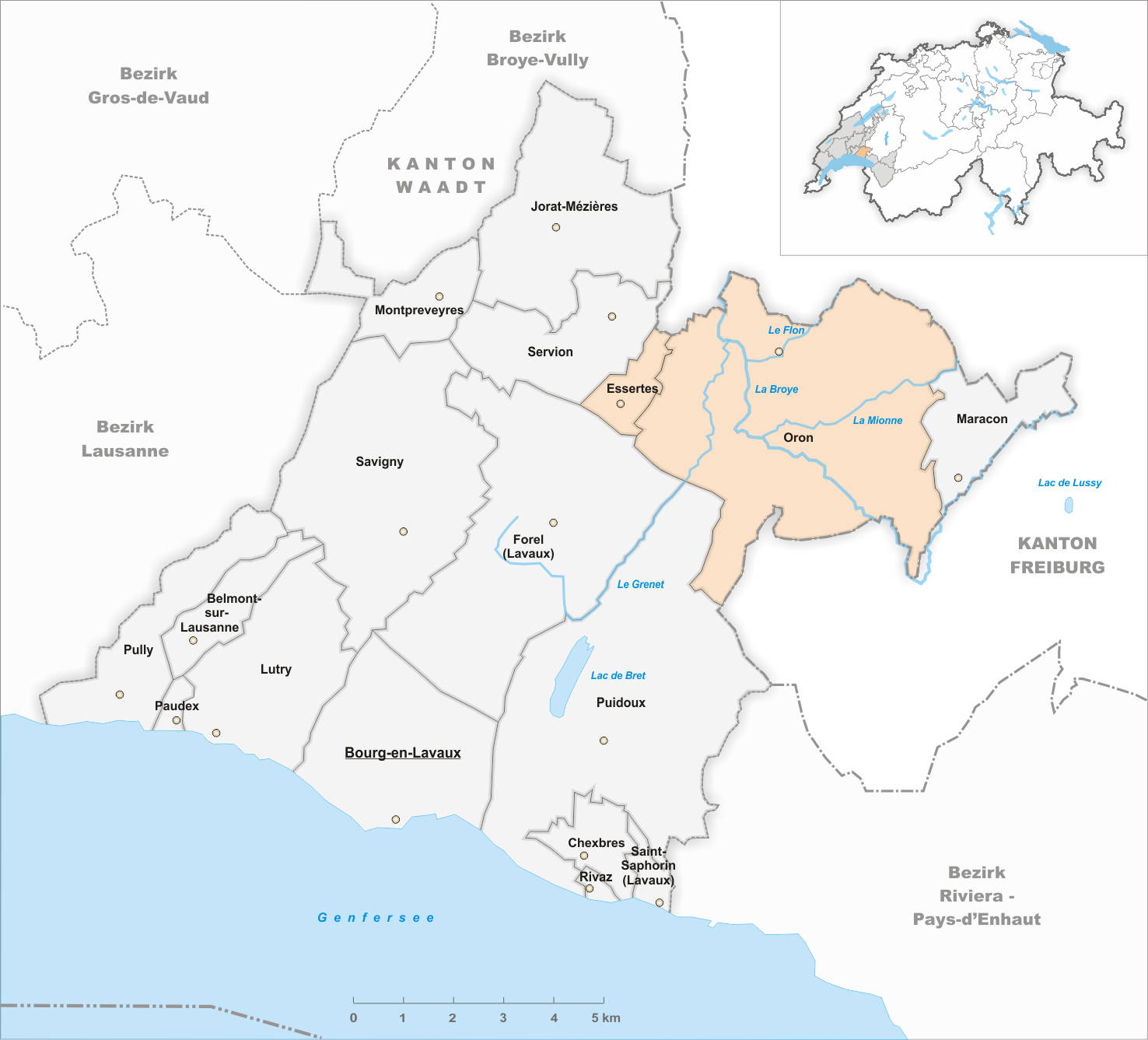
Gemeinden bis Dezember 2021

- 1. Juli 2011: Fusion Cully, Epesses, Grandvaux, Riex und Villette → Bourg-en-Lavaux
- 1. Januar 2012: Fusion Bussigny-sur-Oron, Châtillens, Chesalles-sur-Oron, Ecoteaux, Les Tavernes, Les Thioleyres, Oron-la-Ville, Oron-le-Châtel, Palézieux und Vuibroye → Oron
- 1. Januar 2012: Fusion Les Cullayes und Servion → Servion
- 1. Juli 2016: Fusion Carrouge, Ferlens und Mézières → Jorat-Mézières
- 1. Januar 2022: Fusion Essertes und Oron → Oron